# 日本溶接協会
日本溶接協会 (JWES) は一般社団法人として 1949年11月26日 に設立された。

## 歴史
1949年（昭和24年）、社団法人として通商産業大臣により認可され設立。溶接技能者検定試験を開始した。
詳細は、「協会のあゆみ」を参照。

## 認定
- 溶接技能者
- 溶接管理技術者
- マイクロソルダリング
- 溶接作業指導者
- IIW国際溶接技術者
- 発電関連設備溶接士技能・溶接施工法
- 建築鉄骨溶接ロボットオペレータ
- 非破壊検査事業者(CIW認定)[2]

## 日本溶接協会規格(WES)
WES規格として、下記の分類で定義されている。
1. 基本
2. 試験、検査及びその機器
3. 母材
4. 溶接材料
5. 溶接・切断機器及び附属品
6. 溶接の設計・施工関係
7. 溶接に関わる認証・認定
8. 安全・衛生及び環境

## 文献
発行した、WES規格、研究レポートは、協会のデータベースで閲覧できる。

## 関連団体
- 東京都鉄骨加工工場登録制度
- 日本溶接会議・JIW